# Rančigaj
Rančigaj je priimek več znanih Slovencev: 
- Dika (Benedikta) Rančigaj (1931—2003), pianistka (London)
- Janez Rančigaj (1893—1942), duhovnik, mučenec (umrl v Jasenovcu)
- Ljubo Rančigaj (1936—2025), skladatelj, pianist in pedagog
- Matej Rančigaj, glasbenik, svetovni popotnik z motorjem
- Pavel Rančigaj (1899—1972), orglavec, skladatelj, pianist, orgelski pedagog
- Pavel Rančigaj (1934—2017), zdravnik radiolog
- Peter Rančigaj (1933—2020), pravnik
- Slavko Rančigaj (?—2025), klarinetist, glasbeni pedagog, kapelnik (godbenik)